# 1976年の日本公開映画
- 映画 > 映画の一覧 > 年度別日本公開映画 > 1976年の日本公開映画
- 映画 > 1976年の映画 > 1976年の日本公開映画

1976年の日本公開映画（1976ねんのにほんこうかいえいが）では、1976年（昭和51年）1月1日から同年12月31日までに日本で商業公開された映画の一覧を記載。作品名の右の丸括弧内は製作国を示す。
記載の凡例については年度別日本公開映画#凡例を参照

## 作品一覧

### 1月
- 7日
  - 四銃士 （ イギリス /  アメリカ合衆国）
- 13日
  - ローズバッド （ アメリカ合衆国）
- 15日
  - マシンガン・パニック （ アメリカ合衆国）
- 17日
  - 明日なき追撃 （ アメリカ合衆国）
  - おかしなレディ・キラー （ アメリカ合衆国）
  - おしゃれ大作戦[1] （ 日本）
  - 妻と女の間 （ 日本）
- 24日
  - 人工授精 （ イギリス /  西ドイツ）
  - はだしのゲン （ 日本）
- 31日
  - 実録外伝 大阪電撃作戦 （ 日本）
  - ナイトムーブス （ アメリカ合衆国）
  - パリの哀愁[2] （ 日本）
  - 必殺女拳士 （ 日本）

### 2月
- 7日
  - イナゴの日 （ アメリカ合衆国）
  - 虹をわたる風船 （ イタリア）
  - 爆走トラック'76 （ アメリカ合衆国 /  カナダ）
- 11日
  - 逢いびき （ イギリス）
  - 君よ憤怒の河を渉れ （ 日本）
  - パリの哀愁 （ 日本）
  - 晩歌 （ 日本）
- 14日
  - 軍用列車 （ アメリカ合衆国）
  - 玉割り人ゆき 西の廓夕月楼 （ 日本）
- 21日
  - エミリアンヌ （ フランス）
  - ハーパー探偵シリーズ 新・動く標的 （ アメリカ合衆国）
- 28日
  - ブレージング・サドル （ アメリカ合衆国）
  - 暴走パニック 大激突 （ 日本）

### 3月
- 13日
  - 狼たちの午後 （ アメリカ合衆国）
  - O嬢の物語 （ フランス）
  - 華麗なるヒコーキ野郎 （ アメリカ合衆国）
  - グレートハンティング 地上最後の残酷 （ イタリア）
  - さらば夏の光よ （ 日本）
  - 青春の構図 （ 日本）
  - 追想 （ フランス /  西ドイツ）
  - 東宝チャンピオンまつり
    - 元祖天才バカボン （ 日本）
    - 勇者ライディーン （ 日本）
    - タイムボカン （ 日本）
    - ピーター・パン （ アメリカ合衆国）
    - ドナルド・ダックのライオン大騒動 （ アメリカ合衆国）
    - チップとディールの怪獣をやっつけろ! （ アメリカ合衆国）
    - ミッキー・マウスのがんばれ!サーカス （ アメリカ合衆国）
    - ドナルド・ダックの人喰いザメ （ アメリカ合衆国）

  - ラッキー・レディ （ アメリカ合衆国）
- 20日
  - 恐竜の島 （ イギリス）
  - 東映まんがまつり
    - 長靴をはいた猫 80日間世界一周 （ 日本）
    - ロボコンの大冒険 （ 日本）
    - UFOロボ グレンダイザー対グレートマジンガー （ 日本）
    - 秘密戦隊ゴレンジャー 真赤な猛進撃 （ 日本）
    - 一休さん （ 日本）

  - ドッキリボーイ2 ブギウギ大騒動 （ イギリス）
  - バギーチェイス（ アメリカ合衆国）
- 27日
  - 哀しみの伯爵夫人 （ フランス /  イタリア）
  - 史上最大のスーパー・チャンピオン （ アメリカ合衆国）
- 30日
  - ロリーポップ （ 南アフリカ連邦）

### 4月
- 3日
  - 超高層ホテル殺人事件 （ 日本）
  - 北の岬 （ 日本）
  - ナッシュビル （ アメリカ合衆国）
- 10日
  - 子連れ殺人拳 （ 日本）
- 14日
  - シャーク! （ イタリア /  日本）
- 17日
  - カッコーの巣の上で （ アメリカ合衆国）
  - 怪盗軍団 （ イギリス）
- 24日
  - 新仁義なき戦い 組長最後の日 （ 日本）
  - キンキンのルンペン大将 （ 日本）
  - エデンの海 （ 日本）
  - あいつと私 （ 日本）
  - 凍河 （ 日本）
  - 遺書 白い少女 （ 日本）
  - 風とライオン （ アメリカ合衆国）
  - キラー・エリート （ アメリカ合衆国）
  - Tommy トミー THE MOVIE （ イギリス）
  - アデルの恋の物語 （ フランス）
  - ル・ジタン （ フランス /  イタリア）

### 5月
- 1日
  - 太陽にかける橋/ペーパー・タイガー （ イギリス）
  - 楡の木陰の愛 （ イギリス）
  - ベルモンドの怪盗二十面相 （ フランス）
- 22日
  - 危険なめぐり逢い （ イタリア） フランス）
  - 地上最強のカラテ （ 日本）
  - ミラノの恋人 （ フランス /  イタリア）
- 28日
  - さすらいの二人 （ イタリア /  スペイン ）
  - サンチャゴに雨が降る （ フランス /  ブルガリア）

29日
- - 女必殺五段拳 （ 日本）
  - 激突! 若大将 （ 日本）
  - スカイ・ハイ ( オーストラリア/  イギリス領香港)
  - スリランカの愛と別れ （ 日本）
  - 仁侠外伝 玄界灘 （ 日本）
  - マホガニー物語 （ アメリカ合衆国）

### 6月
- 5日
  - 続 おもいでの夏 （ アメリカ合衆国）
  - 真夜中の恐怖 （ スペイン）
- 12日
  - 暁の7人 （ アメリカ合衆国）
  - 江戸川乱歩猟奇館 屋根裏の散歩者 （ 日本）
  - 王になろうとした男 （ アメリカ合衆国）
  - 喜劇 大誘拐 （ 日本）
  - さらば愛しき女よ （ アメリカ合衆国）
  - 大地の子守歌 （ 日本）
- 19日
  - オスロ国際空港/ダブル・ハイジャック （ イギリス）
  - クレージーボーイ 香港より愛をこめて （ フランス）
  - 新・天と地の間に 星にのばされたザイル （ フランス）
  - 続・人間革命 （ 日本）
  - 脱走遊戯 （ 日本）
  - ハッスル （ アメリカ合衆国）
  - 燃える昆虫軍団 （ アメリカ合衆国）
- 26日
  - 撃たれる前に撃て! ( 日本)
  - グリニッチビレッジの青春 （ アメリカ合衆国）

### 7月
- 1日
  - 暴力教室 （ 日本）
- 2日
  - 青い鳥 （ アメリカ合衆国 /  ソビエト連邦）
- 3日
  - グリズリー （ アメリカ合衆国）
  - バリー・リンドン （ アメリカ合衆国）
  - ミッドウェイ （ アメリカ合衆国）
- 10日
  - スカイエース （ イギリス /  フランス）
  - 爆走!サイドカーレーサー （ オーストラリア）
  - ヒンデンブルグ （ アメリカ合衆国）
  - ベンジー （ アメリカ合衆国）
- 17日
  - 金閣寺 （ 日本）
- 22日
  - 東映まんがまつり
    - アリババと40匹の盗賊 （ 日本）
    - 一休さん 虎たいじ （ 日本）
    - 宇宙鉄人キョーダイン （ 日本）
    - グレンダイザー・ゲッターロボG・グレートマジンガー決戦!大海獣 （ 日本）
    - ザ・カゲスター （ 日本）
    - 母をたずねて三千里 （ 日本）
    - 秘密戦隊ゴレンジャー 爆弾ハリケーン （ 日本）
- 24日
  - エリックの青春 （ アメリカ合衆国）
  - 男はつらいよ 寅次郎夕焼け小焼け （ 日本）
  - 爪と牙 （ フランス）
  - 忍術 猿飛佐助 （ 日本）
- 31日
  - 風立ちぬ （ 日本）
  - セント・アイブス （ アメリカ合衆国）
  - どんぐりッ子 （ 日本）

### 8月
- 7日
  - アウトロー （ アメリカ合衆国）
  - そして誰もいなくなった（ アメリカ合衆国）[3]
  - 大統領の陰謀 （ アメリカ合衆国）
  - 地底王国 （ イギリス /  アメリカ合衆国）
  - トラック野郎・望郷一番星 （ 日本）
  - ロッキー・ホラー・ショー （ イギリス /  アメリカ合衆国）
- 14日
  - ジャイアント・スパイダー 大襲来 （ アメリカ合衆国）
  - ロビンとマリアン （ アメリカ合衆国）[4]
- 19日
  - 十六歳の戦争 （ 日本）
- 21日
  - 熱い賭け （ アメリカ合衆国）
- 28日
  - 午後の曳航 （ イギリス /  日本）
  - 世界最強の男 （ アメリカ合衆国）
  - ヒッチコックのファミリー・プロット ( アメリカ合衆国)
  - 不毛地帯 （ 日本）[5]
  - ミズーリ・ブレイク （ アメリカ合衆国）

### 9月
- 4日
  - 雨のロスアンゼルス （ アメリカ合衆国）
  - 沖縄やくざ戦争 （ 日本）
  - 実録ブルース・リーの死 ( イギリス領香港)
  - ダイヤモンドの犬たち （ アメリカ合衆国 /  イタリア）
  - 魔鬼雨 （ アメリカ合衆国）
- 11日
  - アンデスの聖餐 （ ブラジル）
  - 海外特派員 （ アメリカ合衆国）
  - リップスティック[6]（ アメリカ合衆国）
  - 大滑走！死のゲーム （ アメリカ合衆国）
- 15日
  - 爆発! 750cc族 （ 日本）
- 18日
  - 沖縄海洋博 （ 日本）
  - 怪奇!吸血人間スネーク （ アメリカ合衆国）
  - タクシードライバー （ アメリカ合衆国）
- 23日
  - 愛と誠 完結編 （ 日本）
  - パーマネント・ブルー 真夏の恋 （ 日本）
  - 名探偵登場 （ アメリカ合衆国）
- 25日
  - オール・ザ・キングスメン （ アメリカ合衆国）
  - ソドムの市[7] （ イタリア）
  - 炎のいけにえ （ イタリア）
  - ワールド・バイ・ナイトＴＯＤＡＹ  （ イタリア）

### 10月
- 1日
  - バカ政ホラ政トッパ政 （ 日本）
- 2日
  - 喜劇 百点満点 （ 日本）
  - 二つのハーモニカ （ 日本）
- 9日
  - 夕映え （ アメリカ合衆国）
- 16日
  - 愛のコリーダ （ フランス /  日本）
  - 暗殺者を撃て （ イギリス /  イタリア /  イスラエル）
  - うず潮 （ フランス）
  - オーメン （ アメリカ合衆国）
  - 夜明けのマルジュ （ フランス）
- 23日
  - 青春の殺人者 （ 日本）
  - 星と嵐 （ 日本）
  - あにいもうと （ 日本）
- 30日
  - オレゴン魂 （ アメリカ合衆国）
  - 冒険喜劇 大出世 （ フランス）

### 11月
- 3日
  - さらば冬のかもめ（ アメリカ合衆国)
  - スカイ・ライダーズ（ アメリカ合衆国)
- 6日
  - ふたりのイーダ （ 日本）
- 13日
  - 犬神家の一族 （ 日本）
- 17日
  - 新・女囚さそり 701号 （ 日本）
- 20日
  - 麗しのカトリーヌ （ フランス）
  - 候補者ビル・マッケイ （ アメリカ合衆国）
  - ニューヨーク一攫千金 （ アメリカ合衆国）
  - バルカン超特急 （ イギリス /  アメリカ合衆国）
  - 明日に処刑を・・・（ アメリカ合衆国）
- 27日
  - 片腕カンフー対空とぶギロチン （ イギリス領香港）

### 12月
- 1日
  - 魔笛 （ スウェーデン）
- 4日
  - がんばれ!ベアーズ （ アメリカ合衆国）
  - 殺し屋ハリー/華麗なる挑戦 （ アメリカ合衆国）
  - 弾丸特急ジェット・バス （ アメリカ合衆国）
  - マスター・ガンファイター （ アメリカ合衆国）
  - 暴走ひったくり750 （ イタリア）
- 11日
  - トリュフォーの思春期 （ フランス）
- 18日
  - キングコング （ アメリカ合衆国）
  - カサンドラ・クロス （ イタリア /  イギリス）
- 19日
  - 東映まんがまつり
    - 西遊記 （ 日本）
    - UFOロボ グレンダイザー 赤い夕陽の対決 （ 日本）
    - ピノキオよりピコリーノの冒険 （ 日本）他3本
- 25日
  - 男はつらいよ 寅次郎純情詩集 （ 日本）
  - トラック野郎・天下御免 （ 日本）
  - 春琴抄 （ 日本）
  - 恋の空中ぶらんこ （ 日本）
  - ラストコンサート （ 日本 /  イタリア）
  - 課外授業 （ イタリア）
  - ダーティハリー3 （ アメリカ合衆国）
  - 悪魔の沼 （ アメリカ合衆国）
  - エンテベの勝利 （ アメリカ合衆国）
  - 名犬ウォン・トン・トン （ アメリカ合衆国）
  - 遥かなる子熊の森 （ アメリカ合衆国）
  - ブーメランのように （ フランス）